# Лоллобриджида, Франческа
Франче́ска Лоллобриджи́да (итал. Francesca Lollobrigida; род. 7 февраля 1991) — итальянская конькобежка и роликобежка, серебряный и бронзовый призёр  зимних Олимпийских игр 2022 года, чемпион Европы и 5-кратная призёр чемпионата Европы в многоборье 2019 года, 8-кратная чемпионка Италии в классическом многоборье. Рекордсменка Италии на дистанциях 3000 и 5000 метров. 13-кратная чемпионка мира и многократная Европы в беге на роликовых коньках.

## Биография

### Роликобежный спорт
Франческа Лоллобриджида начала кататься на коньках в 14 месяцев, благодаря своему отцу Маурицио, который раньше был конькобежцем и роликобежцем. В раннем детстве она занималась плаванием, гимнастикой и танцами, но выбрала катание на роликовых коньках! Впервые стала кататься на треке в Риме в юниорском возрасте. Тренировалась летом в семейном доме отдыха в Сан-Бенедетто-дель-Тронто, катаясь на треке, на дороге и на велосипеде. Выступала за команду "Cadomotus". 
Свой первый титул чемпиона мира в юниорской категории Франческа выиграла в Калифорнийском марафоне 2007 года, а также несколько серебряных и бронзовых медалей. На следующий год в Дижоне она заболела железистой лихорадкой и следующие 3 года боролась с болезнью. В 2011 году стала призёром чемпионата Европы в беге на роликах и впервые участвовала на чемпионате мира среди взрослых в южнокорейском Йосу, где заняла 5-е место в гонке на выбывание. Там она упала и повредила плечо, после чего перенесла три операции в сентябре, ноябре и апреле. 
В 2012 году стала чемпионкой Европы и чемпионкой мира в Сан-Бенедетто-дель-Тронто, где выиграла две золотые медали, три серебряные и одну бронзовую медаль. На следующий год в бельгийском Остенде она завоевала 4 титула чемпиона мира, что стало её лучшим достижением на тот момент!. В 2014 году в аргентинском городе Росарио выиграла две серебряные медали и одну бронзовую. В 2015 году на европейском чемпионате завоевала 8 золотых наград. Она была знаменосцем сборной Италии на Всемирных играх роллеров 2017 года в Нанкине.

### Конькобежный спорт
Франческа начала заниматься конькобежным спортом под руководством Маурицио Маркетто, когда училась ещё в школе. Выступала за команду Вооружённых сил Италии. В сезоне 2006/07 сразу же стала бронзовым призёром чемпионата Италии среди юниоров по многоборью и в 2007 году дебютировала на юниорском чемпионате мира, где с подругами заняла 7-е место в командной гонке. Через год выиграла в Италии юниорские чемпионаты в спринтерском и классическом многоборье и дебютировала на Кубке мира. В 2011 году уже на взрослом уровне выиграла чемпионат Италии в многоборье.
В сезоне 2012/2013 Франческа стала чемпионкой Италии в классическом многоборье и удерживала его до 2017 года. Участвовала на чемпионате Европы 2013 года, где стала 14-й, получив право участвовать на чемпионате мира, однако вместо неё на чемпионате мира участвовала Франческа Бетроне. На 7-м этапе Кубка мира завоевала первый подиум, став 2-й в масс-старте. В 23 года она побила рекорды Италии среди женщин на дистанциях 3000 м и 5000 м.
В декабре 2013 года участвовала на зимней Универсиаде в Трентино и выиграла там "бронзу" в командной гонке. На зимних Олимпийских играх 2014 года в Сочи Франческа участвовала на дистанции 3000 м и заняла 23-е место. На двух чемпионатах мира в многоборье и на отдельных дистанциях в 2015 году осталась во втором десятке. В 2016 году на чемпионате мира в Коломне стала 4-й в масс-старте, а  в 2017 году повторила результат. 
В 2018 году она завоевала единственную золотую медаль в масс-старте на чемпионате Европы в Коломне. Следом на зимних Олимпийских играх в Пхёнчхане заняла 13-е место на дистанции 3000 м, 10-е на 1500 м и 7-е место в масс-старте. На чемпионате мира в классическом многоборье поднялась на высокое 5-е место.
В 2019 году принесла Италии первую медаль чемпионатов Европы, заняв 3-е место на чемпионате Европы в классическом многоборье, а также стала 7-й раз чемпионом Италии в многоборье. На чемпионате мира в Инцелле вновь стала 4-й в масс-старте. В январе 2020 года на чемпионате Европы в Херенвене заняла 2-е место в масс-старте и 3-е в забеге на 3000 м.
На зимних Олимпийских играх 2022 года в Пекине Франческа на дистанции 3000 метров завоевала серебряную медаль, финишировав с отставанием от победительницы Ирен Схаутен на 1,13 сек. Это была первая в истории медаль итальянских женщин на Олимпийских играх в конькобежном спорте (мужчины выиграли 4). Через несколько дней завоевала олимпийскую бронзу в масс-старте.

## Семья
Франческа является внучатой племянницей итальянской актрисы Джины Лоллобриджиды. Её отец Маурицио - бывший чемпион мира по конькобежному спорту. Окончила Университет Аквилы на факультете биотехнологии, а также получила степень в области автомобильных наук в Римском университете Сан-Раффаэле. Вышла замуж за конькобежца Маттео Анджелетти 3 июля 2021 года. У неё есть сестра Джулия, также фигуристка как на роликах, так и на коньках.Двоюродный брат - Джованни Донзелли- министр сельского хозяйства Италии.

## Результаты
| Год  | Чемпионат Италии многоборье | Чемпионат Европы многоборье | Чемпионат мира (многоборье) | Чемпионат Европы отдельные дистанции | Чемпионат мира (отдельные дистанции)                  | Олимпийские игры                    | Чемпионат мира юниоры                       |
| ---- | --------------------------- | --------------------------- | --------------------------- | ------------------------------------ | ----------------------------------------------------- | ----------------------------------- | ------------------------------------------- |
| 2007 |                             |                             |                             |                                      |                                                       |                                     | 7e командная гонка                          |
| 2008 |                             |                             |                             |                                      |                                                       |                                     | NC30 (29e, 23e, 24e, -)                     |
| 2009 |                             |                             |                             |                                      |                                                       |                                     | NC23 (22e, 24e, 24e, -) 12e командная гонка |
| 2010 |                             |                             |                             |                                      |                                                       |                                     | NC33 (35e, 26e, 29e, -) 9e командная гонка  |
| 2011 | 1                           |                             |                             |                                      |                                                       |                                     |                                             |
| 2012 |                             |                             |                             |                                      |                                                       |                                     |                                             |
| 2013 | 1                           | NC14 (17e, 16e, 15e, -)     |                             |                                      |                                                       |                                     |                                             |
| 2014 | 1                           |                             |                             |                                      |                                                       | 23e 3000 м                          |                                             |
| 2015 | 1                           |                             | NC17 (17e, 15e, 18e, -)     |                                      | 16e 3000 м 14e масс-старт                             |                                     |                                             |
| 2016 | 1                           | 8e (11e, 7e, 11e, 8e)       | NC18 (21e, 18e, 17e, -)     |                                      | 15e 3000 м 4e масс-старт                              |                                     |                                             |
| 2017 | 1                           | NC12 (10e, 14e, 12e, -)     | NC14 (10e, 17e, 14e, -)     |                                      | 19e 3000 м 4e масс-старт                              |                                     |                                             |
| 2018 |                             |                             | 5e · (8e, 7e, , 6e)         | 10e 1500 м · 4e 3000 м · масс-старт  |                                                       | 10e 1500 м 13e 3000 м 7e масс-старт |                                             |
| 2019 | 1                           | · (, , 6e)                  | NC14 (11e, 14e, 18e, -)     |                                      | 8e 1500 м 11e 3000 м 4e масс-старт 8e командная гонка |                                     |                                             |
| 2020 |                             |                             | 7e (10e, 8e, 13e, 7e)       | 10e 1500 м · 3000 м · масс-старт     | 13e 1500 м 8e 3000 м 5e масс-старт                    |                                     |                                             |
| 2021 | 1                           | NC10 (6e, 9e, 12e, -)       |                             |                                      | 12e 1500 м 9e 3000 м 9e 5000 м 4e масс-старт          |                                     |                                             |
| 2022 |                             |                             |                             | 1500 м · 3000 м · 4e масс-старт      |                                                       | 6e 1500 м · 3000 м · 4е 5000 м      |                                             |

 NC = не отобралась на заключительную дистанцию 